# 永豐里 (堡里)
永豐里，是台灣南部自明鄭時期至日治初期的一個行政區劃，其範圍即今台南市的歸仁區中部偏東南。
永豐里北邊為歸仁南里、歸仁北里，東邊為外新豐里、南邊及西南邊為崇德西里，西邊為仁德南里。

## 管轄街庄
永豐里共轄2個庄：
- 今歸仁區境內：崙仔頂庄、沙崙庄